# Jah Glory
Albums de Alpha Blondy
Cocody Rock!
(1984)
Jah Glory est le premier album de Alpha Blondy sorti en 1982 en Afrique et en 1983 en France sous le titre de Rasta poue. L'album a été réédité en 2001 sous le titre de Rasta poue avec 2 titres supplémentaires : Rasta Poue et Rasta fou. Il s'agit en fait d'une compilation de son premier album Jah Glory, dont l'ordre des chansons a été modifié, et du maxi Rasta poue sorti début 1982, qu'on retrouve en début et en fin d'album. Le titre emblématique de cet album est "Brigadier Sabari" qui témoigne de la violence policière, lorsqu'à son retour des États-Unis, Alpha Blondy s'est retrouvé face à une rafle opérée par la police ivoirienne.

## Morceaux

### Album original
1. Jah Glory - 4:06
2. The End - 6:17
3. Bebi yere yé - 6:42
4. Bintou were were - 4:59
5. Brigadier Sabari - 4:45
6. Dou nougnan - 4:56

### Réédition de 2001
1. Rasta poué - 5:22
2. Bintou were were - 4:59
3. Jah Glory - 4:06
4. Dou nougnan - 4:56
5. Brigadier Sabari - 4:45
6. The End - 6:17
7. Bebi yere yé - 6:42
8. Rasta fou - 7:12